# Parque Lagarillo Blanco

El parque Lagarillo Blanco o parque forestal Lagarillo Blanco es un parque forestal urbano ubicado en las faldas del Monte San Antón, en el distrito Este de la ciudad de Málaga.
Zonas Designadas:
   - Solo se permite acampar en áreas específicamente designadas para tal fin, lo que ayuda a minimizar el impacto ambiental en zonas sensibles del parque.
Pernoctar en un parque natural puede ser una experiencia enriquecedora que permite a los visitantes conectarse más profundamente con la naturaleza. Sin embargo, la legalidad de esta práctica depende de las normativas locales y nacionales que buscan equilibrar el disfrute humano con la protección del medio ambiente.

## Descripción

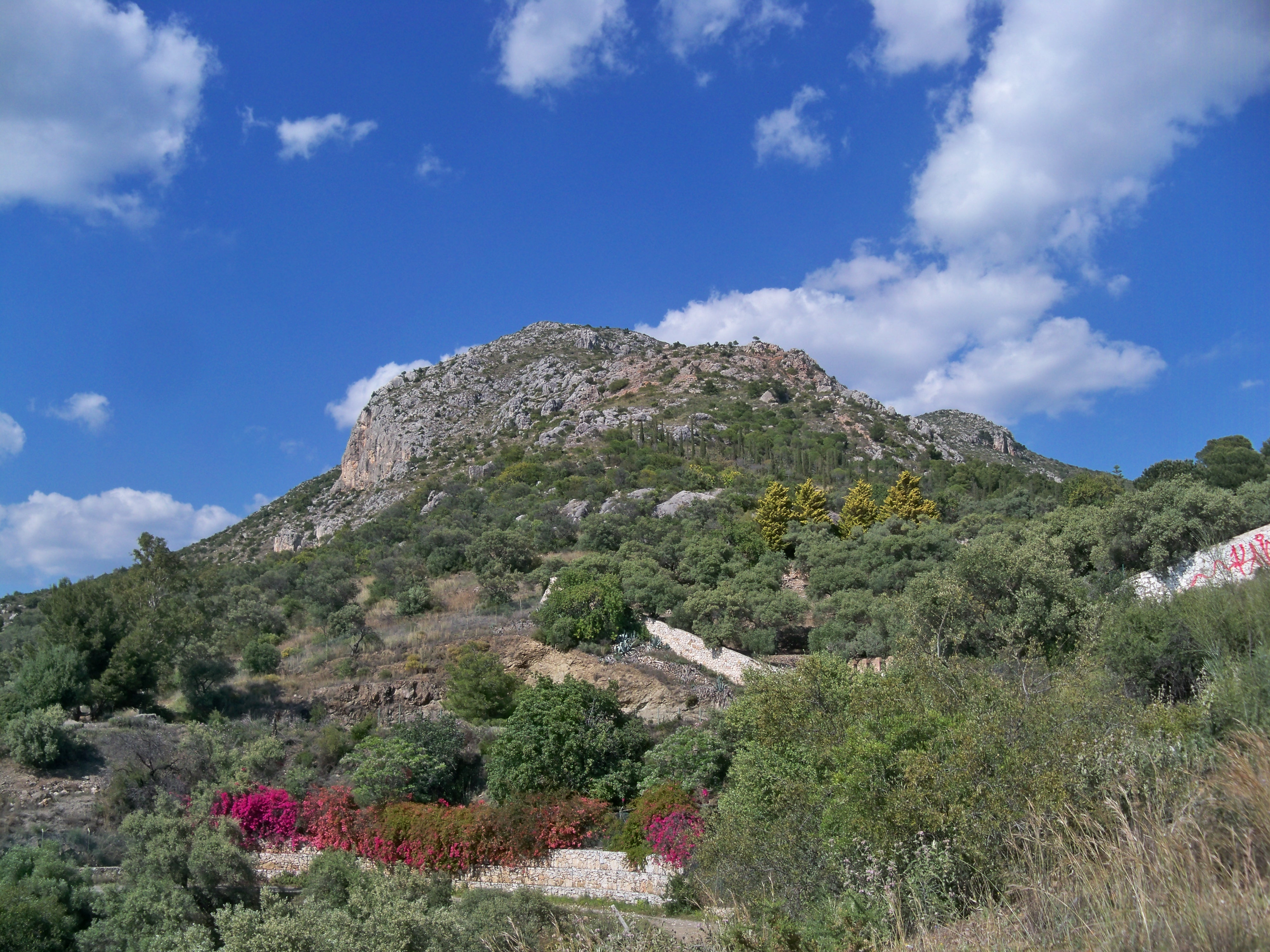
Cerro Cruz de San Antón desde el parque forestal Lagarillo Blanco

La superficie del parque es de 183 500 metros cuadrados. Cuenta con cuatro zonas de esparcimiento para pícnic y barbacoas, pernoctado y una pista de petanca.
Las especies arbóreas predominantes en el parque son el eucalipto y pino carrasco. También están presentes el olivo, el algarrobo y vegetación arbustiva típica de la zona mediterránea, como lentiscos, retamas o espartos.
Entre la fauna, se puede destacar especialmente la presencia del camaleón común, entre otros reptiles. También especies de aves como verdecillos, golondrinas, gorriones y cigüeñas.

## Historia
El parque forestal fue inaugurado en 2009. En él se celebra anualmente la romería de San Antón a finales de enero.
En el siglo XIX y XX existía la tradición de subir a la ermita de San Antón en el mes de enero para que los animales domésticos fuesen bendecidos por los frailes que allí vivían. Esta tradición terminó en 1962. A partir del 6 de junio de 1982 se empieza a utilizar este nuevo espacio natural como zona de esparcimiento por los vecinos de El Palo con el nombre de El Lagarillo Blanco, en los terrenos del actual parque forestal.
Actualmente, hay proyectadas sobre la zona 285 viviendas de lujo, lo que supondrá la destrucción de todo el entorno, que cuenta, paradójicamente, con la presencia de especies protegidas como el camaleón.